# El Valle de Altomira
El Valle de Altomira és un municipi de la província de Conca, a la comunitat autònoma de Castella-La Manxa. És format pels pobles de Jabalera, Mazarulleque i Garcinarro.

## Demografia
| 1991 |  | 1996 |  | 2001 |  | 2004 |
| ---- |  | ---- |  | ---- |  | ---- |
| 420  |  | 383  |  | 327  |  | 323  |